# Xin đừng bỏ em
Xin đừng bỏ em là một bộ phim tình cảm của đạo diễn Lê Mộng Hoàng, ra mắt năm 1974.

## Nội dung
Thanh là sinh viên thầm yêu Huy, một chàng sinh viên con nhà giàu thuộc hạng ăn chơi. Huy lại đi yêu cô bạn học của Thanh là Phụng nhưng Phụng lại đi yêu Huỳnh, chàng sinh viên nghèo nhưng nhiều tham vọng. Sợ mất người yêu nên Thanh đã dâng hiến cho Huy sự trinh tiết của mình nhưng vẫn thất bại. Từ đó cô sống buông thả, trụy lạc như một thứ gái bao hạng sang. Trong khi đó Huỳnh và Phụng vượt qua rào cản gia đình để sống chung với nhau.
Huy ăn chơi trác táng nên đâm vào nghiện ngập và bị gia đình từ bỏ thành kẻ bụi đời. Huỳnh thì ngoi lên từ túi tiền của cô vợ giàu, thành công và cũng bắt đầu thay đổi. Anh chàng ngã qua si mê Thanh phụ bạc Phụng và bắt đầu làm ăn phi pháp. Ngày sinh nhật của Phụng nhưng người chồng không thèm về lo hú hí với nhân tình và bị xã hội đen thanh toán bằng mấy phát súng. Thanh cùng chung số phận với Huỳnh chết vì đạn kẻ địch khi thanh toán nhau.
Chờ đợi đau khổ để rồi nghe hung tin, cô gái đáng thương Phụng khóc lóc đi lang thang, toan tính mượn dòng nước quyên sinh nhưng được anh chàng nghiện Huy cứu kịp.

## Diễn viên
- Thẩm Thúy Hằng
- Huỳnh Thanh Trà[1]
- Thanh Lan
- Huy Cường
- Kiều Hạnh

## Hậu trường
Trong thời gian quay bộ phim Xin đừng bỏ em, Thẩm Thúy Hằng không may gặp tai nạn liên quan đến phần đầu và mặt khi ngọn đèn cao áp rơi trúng đầu khi Người đẹp Bình Dương đang "say mê" thực hiện một cảnh tình cảm mùi mẫn. Sự cố hi hữu đã gây ảnh hưởng đến dây thần kinh thị giác của cô và suýt làm người đẹp trở thành "Độc thủ mĩ nhân".